# Luci Corneli Escipió (qüestor 167 aC)
Luci Corneli Escipió (en llatí: Lucius Cornelius L. f. P. n. Scipio) va ser un magistrat romà. Era fill d'Escipió l'Asiàtic i, per tant, formava part de la gens Cornèlia, de la família patrícia dels Escipions. Ocasionalment, és anomenat Escipió Asiàtic el Menor, en referència al seu pare.
Va ocupar el càrrec de tribú militar cap al 168 aC, i el 167 aC va ser qüestor a Roma. Cal suposar que és el mateix personatge que el qüestor enviat a cercar Prúsies II, rei de Bitínia, per portar-lo a Roma quan va visitar Itàlia el 167 aC. No va poder fer més carrera política perquè va morir a 33 anys. La seva làpida llegeix: L. Corneli L. F. P. N. Scipio quaist. tr. mil. annos gnatus XXXIII. mortuos. Pater regem Antioco(m) subegit.